# Корчева къща
Корчевата къща (на македонска литературна норма: Корчева куќа) е къща в град Струга, Северна Македония. Сградата е регистрирана като културно наследство на Северна Македония.

## Местоположение
Къщата е разположена на Стружката чаршия, на левия бряг на Черни Дрин, на улица „Маршал Тито“ № 6. Принадлежи на семейство Корча. До нея е Охридската банка. Къщата датира от 1931 година.